# Giuseppe Galati
Giuseppe Galati (Catanzaro, 13 luglio 1961) è un politico italiano.

## Biografia
Laureato in giurisprudenza, dal 1988 è iscritto all'albo degli avvocati di Lamezia Terme. Intraprende la carriera politica in giovane età, iscrivendosi alla Democrazia Cristiana, nelle cui liste è stato consigliere comunale a Lamezia Terme dal 1986 al 1991. Dopo la dissoluzione della DC, nel 1994 aderisce al Centro Cristiano Democratico (CCD), che si colloca nello schieramento di centrodestra.
Alle elezioni politiche del 1994 è candidato alla Camera dei Deputati nel collegio di Lamezia Terme per il Polo del Buon Governo(in quota CCD), ottenendo il 33,37% e risultando sconfitto di misura da Italo Aldo Reale dei Progressisti (34,00%). Il 20 maggio 2023, il congresso nazionale di Noi con l'Italia lo elegge come vicepresidente vicario del partito: prende il posto di Francesco Saverio Romano.

## Carriera politica

### Attività parlamentare e incarichi
Alle elezioni politiche del 1996 è ricandidato e stavolta eletto alla Camera nel collegio di Lamezia Terme per il Polo per le Libertà con il 50% dei voti, superando il deputato uscente dell'Ulivo Italo Aldo Reale (44,55%). Caratterizza da subito la sua attività parlamentare rendendosi promotore di progetti di legge soprattutto nel settore dei Lavori Pubblici. Un anno dopo assume l’incarico di responsabile dell’Ufficio Stampa e Propaganda del CCD e nel 1998 quello di responsabile dell’Ufficio Enti Locali.
Viene rieletto deputato nel medesimo collegio per la Casa delle Libertà (in quota Centro Cristiano Democratico) alle elezioni politiche del 2001 con il 50,68% dei voti, superando Doris Lo Moro dell'Ulivo (41,72%) ed è nominato Sottosegretario di Stato del Ministero delle Attività Produttive nel II e III Governo Berlusconi, assumendo le deleghe per le Agevolazioni alle Imprese, il Controllo sugli Enti Cooperativi e la Gestione dei Servizi Interni. Su delega del Ministro, rappresenta il dicastero presso il Comitato Interministeriale per la Programmazione Economica (Cipe), la Conferenza Stato-regioni e la Conferenza Unificata. Nel quadro delle attività del Map è stato anche Presidente del Comitato Nazionale per l’Imprenditoria Femminile e del Fondo per l’Innovazione Tecnologica.
Il 6 dicembre 2002 segue la confluenza del CCD nell'Unione di Centro.
Alle elezioni politiche del 2006 è rieletto deputato per l'UDC nella circoscrizione Calabria ed è nominato Segretario dell'Ufficio di Presidenza della Camera dei Deputati. Dal mese di giugno è anche capogruppo dell'UDC nella Commissione Politiche dell'Unione europea, nonché membro della Sezione giurisdizionale dell'Ufficio di Presidenza; da luglio a dicembre 2007 è responsabile nazionale del Dipartimento Organizzativo del partito, per poi essere nominato membro dell’Ufficio di Segreteria del Partito.
Nel 2008, non condividendo la decisione dell'UDC di correre in solitaria alle imminenti elezioni politiche, aderisce a Forza Italia.
Alle elezioni politiche del 2008 viene riconfermato alla Camera nella medesima circoscrizione nelle liste del Popolo della Libertà. Nella XVI legislatura è stato membro della X Commissione (Attività Produttive, Commercio e Turismo) dal 21 maggio 2008 al 18 novembre 2011; della Commissione Parlamentare di Inchiesta sui Fenomeni della Contraffazione e della pirateria in campo commerciale dal 19 ottobre 2010 al 19 ottobre 2011 (ricoprendo anche il ruolo di Vicepresidente). In questa legislatura ha assunto anche l’incarico di Governo di Sottosegretario di Stato all’Istruzione, all’università e alla ricerca (17 ottobre 2011 al 16 novembre 2011).
È stato membro altresì della IX Commissione permanente “Trasporti, Poste e Telecomunicazioni”.
Dal 24 settembre 2008 ha fatto parte, per tutta la durata del mandato parlamentare, della Delegazione Parlamentare presso l’Assemblea Parlamentare del Consiglio d’Europa per il Gruppo del Partito Popolare Europeo, occupandosi, nel ruolo di Rapporteur di differenti tematiche sia in ambito economico che geopolitico. Nel gennaio 2010 è stato eletto vice Presidente della Commissione per le Questioni economiche e dello sviluppo del Consiglio d’Europa. È stato inoltre componente della Commissione Monitoraggio partecipando a diverse missioni all'estero con lo scopo di verificare il corretto funzionamento delle Istituzioni democratiche.
Alle elezioni politiche del 2013 viene rieletto deputato per la quinta volta nella circoscrizione Calabria nelle liste del Popolo della Libertà. Nella XVII legislatura è stato componente e segretario della V Commissione (Bilancio, Tesoro e Programmazione). Dal 17 ottobre 2013 ha rivestito il ruolo di Vicepresidente presso la Commissione Parlamentare di Controllo sull’Attività degli Enti Gestori di forme obbligatorie di previdenza e assistenza sociale.
Nel 2013, dopo la dissoluzione del PdL, aderisce alla neocostituita Forza Italia, per poi fuoriuscirne il 23 settembre 2015 seguendo la scissione di Alleanza Liberalpopolare-Autonomie guidata da Denis Verdini con l'obiettivo di sostenere le riforme costituzionali proposte dal governo Renzi. Il 14 ottobre 2016 il gruppo alla Camera di ALA si fonde poi con quello di Scelta Civica, formando il gruppo Noi con l'Italia-Scelta Civica per l'Italia-MAIE, collocandosi poi all'opposizione del governo Gentiloni. Galati aderisce poi a Scelta Civica come partito, che va a costituire la lista Noi con l'Italia, collocandosi nella coalizione di centrodestra per le elezioni del 2018.

### Dopo la fine del mandato parlamentare
Alle elezioni politiche del 2018 si candida al Senato della Repubblica nel collegio uninominale Campania - 03 (Avellino) per il centrodestra, ottenendo il 28,34% e venendo sconfitto da Ugo Grassi del Movimento 5 Stelle (43,87%), e nel collegio plurinominale Calabria - 01 come capolista di Noi con l'Italia - UDC, ma non viene rieletto perché la lista non supera lo sbarramento del 3%.
Alle elezioni politiche del 2022 viene candidato alla Camera nel collegio uninominale Emilia-Romagna - 07 (Carpi) per il centro-destra (in quota Noi Moderati), ottenendo il 36,98% e venendo sconfitto da Andrea De Maria del centrosinistra (37,82%), non è quindi eletto.
Il 20 maggio 2023 al congresso di Noi con l'Italia viene eletto vicepresidente vicario. Successivamente NcI si trasforma in Noi Moderati.

## Vita privata
Sposato nel settembre 2007 con l'ex deputata della Lega Nord Carolina Lussana.

## Procedimenti giudiziari
Indagato nell'ambito dell'inchiesta Why Not nel 2011, viene assolto nel 2016 dal Tribunale di Salerno poiché il fatto non sussiste.
Il 12 novembre del 2018 è stato posto agli arresti domiciliari su ordine della Procura Antimafia di Catanzaro con l'accusa di abuso d'ufficio aggravato dalle modalità mafiose, misura cautelare successivamente revocata dal Tribunale del riesame. In seguito il Gip, nel febbraio 2020, ha archiviato la sua posizione e lo ha prosciolto dall'accusa dichiarandone l'estraneità alla vicenda imputatagli.
Nel febbraio 2020 è stato rinviato a giudizio dal Tribunale di Catanzaro per una presunta distrazione di fondi comunitari. Le accuse contestate sono, a vario titolo, abuso d’ufficio, falsità ideologica e peculato.